# Jorma Kalela
Jorma Aarno Aimo Kalela, född 12 november 1940 i Helsingfors, död 2 november 2022, var en finländsk historiker. Han är son till Aarno Kalela och bror till Jaakko Kalela.
Kalela var mellan 1971 och 1977 samt mellan 1990 och 1992 forskare vid Finlands Akademi, från 1979 till 1986 var han historieskrivare vid Pappersförbundet, från 1986 till 1989 forskare vid Finlands arbetskraftsministerium. År 1992 utnämndes han till professor i politisk historia vid Åbo universitet. Han har skrivit om det finländsk-svenska utrikespolitiska samarbetet åren 1921–1923, och verk om Arbetarnas bildningsförbund och Pappersförbundet. Kalela har även publicerat ett antal skrifter om metodologiska frågor inom historievetenskapen.